# Andrea Bouchard
Andrea Bouchard (Milano, 1º aprile 1963) è uno scrittore, sceneggiatore, musicista, attore e maestro italiano.

## Biografia
Bouchard cresce a Milano e si trasferisce a Roma da ragazzo. Qui, dopo aver lasciato l'Università, frequenta varie scuole di recitazione, musica e scrittura creativa. Pratica diversi mestieri: cameriere, baby-sitter, moto-taxi, correttore di bozze, redattore grafico, clown, musicista di strada e trampoliere.
Nel 1996 inizia la sua attività di maestro elementare e di sceneggiatore di spettacoli per bambini.
Nel 2001, uno dei suoi allestimenti viene scelto dal Comune di Roma e da Amnesty International per la promozione della Dichiarazione dei diritti del fanciullo nelle scuole della capitale.
Nel 2008 Bouchard pubblica il suo primo libro, Acqua Dolce che, nel 2010, vince la quarta edizione del Premio biblioteche di Roma-sezione ragazzi, per la fascia di età 8/10 anni.
Nel 2011 esce Magica amicizia. Dopo pochi mesi, nel maggio 2012, l'opera si classifica terza al Premio Bancarellino.
Nel 2013 vede le stampe Il pianeta senza baci (e senza bici).
Nel 2015 esce il romanzo Fuochi d'artificio, primo dei suoi libri destinato a ragazzini sui 13-14 anni che tratta la resistenza attuata da alcuni ragazzi nelle valli Piemontesi durante il Fascismo.
Nel 2025 Fuochi d'artificio, con produzione Fandango-Matrioska-RAI, diventa la serie televisiva omonima in onda su Rai 1 alle 21.30 del 15, 22 e 25 aprile 2025.
Nel febbraio 2025 esce Ho ingoiato il sole rivolto a ragazzi e ragazze dagli 11 anni in su.
Tutti i romanzi di Bouchard sono pubblicati dalla casa editrice Salani.